# Sassafras (Pferd)
Sassafras (Englisches Vollblutpferd; * 1967, † 1988) war ein erfolgreiches französisches Galopprennpferd.
Nachdem er im Jahr 1970 unter seinem Stammjockey Yves Saint-Martin bereits die hochdotierten Gruppe 1-Rennen Prix du Jockey Club und Prix Royal Oak gewinnen konnte, nahm er im Oktober desselben Jahres am berühmten Prix de l’Arc de Triomphe auf der Pferderennbahn Longchamp in Paris teil, wo er den von Lester Piggott gerittenen Favoriten Nijinsky II um Kopfeslänge schlagen konnte.
Nach seiner aktiven Laufbahn wurde Sassafras in der Zucht eingesetzt.
Sassafras wurde am 7. Dezember 1988 eingeschläfert und auf dem Gestüt Pillar Stud (heute Magdalena Farm genannt) bei Lexington im US-Bundesstaat Kentucky begraben.